# Anomer
U hemiji ugljenih hidrata anomer je specijalni tip epimera. On je jedan od dva stereoizomera cikličnih saharida koji se razlikuju samo u njihovoj konfiguraciji na hemiacetalnom ili hemiketalnom ugljeniku, koji se naziva anomerni ugljenik. Anomerizacija je proces konverzije jednog anomera u drugi. Anomerizacija je anomerni analog epimerizacije.

## Nomenklatura
Anomeri se obeležavaju sa alfa (α) ili beta (β), na osnovu konfiguracionog odnosa između anomernog centra i anomernog referentnog atoma. Te onake su relativni stereodeskriptori. Anomerni centar u hemiacetalima je anomerni ugljenik C-1, koji je vezan za hemiacetalni kiseonik (u prstenu), a u hemiketalima on je ugljenik C-2, vezan za hemiketalni kiseonik. U aldoheksozama i manjim ugljenim hidratima anomerni referentni atom je stereocenter koji je najdalje od anomernog ugljenika u prstenu (konfiguracioni atom koji definiše šećer kao  ili ). U α--glukopiranozi referentni atom je C-5.
Ako u cikličnoj Fišerovoj projekciji eksociklični atom kiseonika na anomernom centru je cis (na istoj strani) sa eksocikličnim kiseonikom vezanim za anomerni referentni atom (u OH grupi) onda je anomer: α. Ako su dva kiseonika trans (na različitim stranama), anomer je β.
Ako se apsolutne konfiguracije anomernog ugljenika i referentnog atom uporede, one su različite (S,R ili R,S) u α anomeru i iste (R,R ili S,S) u β anomeru.

## Primeri
α--Glukopiranoza ima suprotnu stereohemiju na C-1 i C-5 (respektivno S i R), dok su u β--glukopiranozi oni isti (ova su R).
U α--arabinopiranozi, apsolutne konfiguracije na C-1 i C-4 su respektivno R i S. One su takođe različite ali su suprotne u odnosu na α--glukopiranozu. Oba šećera su α, mada su pozicije anomernih kiseonika različite.
|                    |                    |
| α--glukopiranoza   | β--glukopiranoza   |
|                    |                    |
| α--arabinopiranoza | β--arabinopiranoza |